# The Pirates of 1920
The Pirates of 1920 ist ein britischer Science-Fiction- und Piratenfilm von 1911.

## Handlung
Der Schiffsoffizier Jack Marley verabschiedet sich zuhause und tritt seinen Dienst auf einem Schiff an, das Goldbarren transportiert. Das Schiff wird von einem Piraten-Luftschiff angegriffen. Die uniformierten Piraten kommen mit einer Strickleiter an Bord, erschießen einen Offizier, der sich zur Wehr setzt, und rauben die Goldbarren. Als sie wieder die Strickleiter aufentern, klettert Jack hinterher und wird von den Piraten gefangen genommen. Jacks Schiff wird mit einer Bombe versenkt.
Jack wird von den Piraten mit einem Seil außenbords gehängt. Der Anführer der Piraten hat in Jacks Utensilien ein Bild von Jacks Freundin Marie Thompson entdeckt. Er verliebt sich in Marie und will sie entführen. Jack gelingt es, mit Hilfe eines Taschenmessers das Seil zu zerschneiden, und er fällt ins Meer, wo er am Strand von zwei Fischern gerettet wird, die ihn zur Polizei bringen.
Währenddessen fährt das Luftschiff zur Villa von Maries Eltern. Die Piraten dringen mit einer Strickleiter über einen Balkon in das Haus ein, entführen Marie und erschießen ein Familienmitglied, das die Entführung verhindern will. Auf dem Luftschiff wickelt sie einen Notizzettel mit einer Nachricht an die Polizei in einen Stein und wirft diesen unbemerkt ab. Danach wollen die Piraten auf eine unbewohnte Insel fliegen, die nördlich der Insel Bute vor der schottischen Küste liegt.
Die Nachricht fällt einem Bobby auf den Helm. Er sie bringt zur Polizeistation, wo bereits eine Expedition zur Suche nach dem Luftschiff vorbereitet wird. Mit einem Streifenwagen und auf Pferden macht sich die Polizei auf den Weg.
Marie gelingt es, mit einer an Bord gefundenen Bombe die Piraten zur Landung zu zwingen. Als sie gelandet sind, flieht sie, wird aber von den Piraten verfolgt. Sie wirft die Bombe und tötet einige Piraten, wird aber von den Überlebenden gefangen genommen.
Der Rest der Filmhandlung ist nicht überliefert. Aus der Berichterstattung über den Film ist bekannt, dass die Piraten überwältigt werden und Marie befreit wird.

## Produktionsnotizen
Die Rollenbesetzung ist nicht bekannt. Der Film ist bis zur Laufzeit ca. 00:17:00 h überliefert und wurde vom British Film Institute restauriert.
Nach Meehan enthält der Film bereits das Entführungsmotiv, das sich Jahrzehnte später in „Untertassen-Filmen“ der 1950er Jahre und in realen Berichten über Entführungen durch Außerirdische widerspiegelt.